# Герцог де Ледигьер

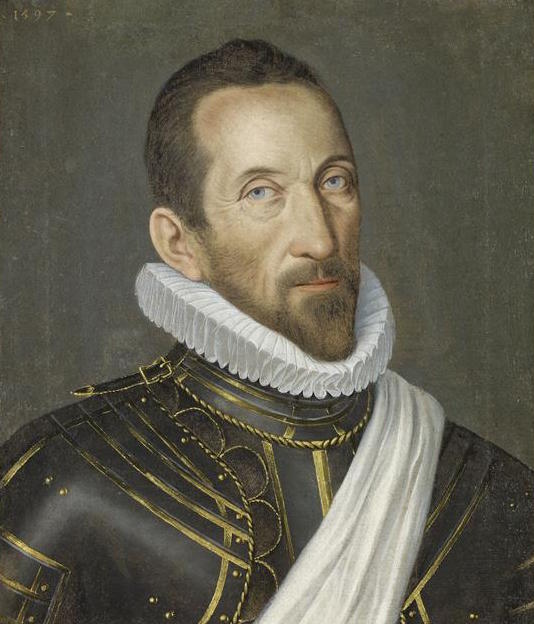
Франсуа де Бонн, 1-й герцог де Ледигьер (1543—1626)

Герцог де Лидигьер — французский дворянский титул. Он был создан в 1611 году королем Людовиком XIII для Франсуа де Бонна, сеньора де Ледигьера (1543—1626), маршала Франции и последнего коннетабля Франции.

## История
Франсуа де Бонн (1543—1626) был сыном Жана II де Бонна, сеньора де Ледигьер (Jean II de Bonne, seigneur de Lesdiguières), умершего в 1548 году. Франсуа де Бонн был одним из блестящих военачальников французского короля Генриха IV Великого. У герцога де Ледигьера было три дочери, одна из которых, Мадлен де Бонн (1576—1620), стала женой его боевого товарища, маршала де Креки (фр.) (1575—1638), который и унаследовал герцогский титул.

## Список герцогов де Ледигьер
- 1611—1626: Франсуа де Бонн (1 апреля 1543 — 28 сентября 1626), сеньор де Ледигьер и Ле-Глезиль, затем 1-й герцог де Леидгьер и пэр Франции, маршал и последний коннетабль Франции
- 1626—1638: Шарль де Бланшфор де Креки, 1575 — 17 марта 1638), принц де Пуа, сеньор де Креки, Фрессен и Канапль, 2-й герцог де Ледигьер и пэр Франции (1626), маркиз де Визий и Треффор, граф де Со, барон де Вьен-ле-Шателе и Ла-Тур-д’Эг, маршал Франции и полковник королевской гвардии. Зять предыдущего, сын Антуана де Бланшфора.
- 1638—1677: Франсуа де Бонн де Креки (фр., 1596 — 1 января 1677), граф де Канапль и де Со, затем 3-й герцог де Ледигьер и пэр Франции. Старший сын предыдущего
- 1677—1681: Франсуа-Эммануэль де Креки де Бонн (1645 — 3 мая 1685), граф де Со, затем 4-й герцог де Ледигьер и пэр Франции (1675), старший сын предыдущего
- 1681—1703: Жан-Франсуа-Поль де Креки де Бонн (3 октября 1678 — 6 октября 1703), граф де Со, затем 5-й герцог де Ледигьер и пэр Франции (1681), сын предыдущего
- 1703—1711: Альфонс де Креки (фр., 7 января 1628 — 5 августа 1711), граф де Канапль, затем 6-й герцог де Ледигьер и пэр Франции (1703), двоюродный брат предыдущего. Сын Шарля де Креки, сеньора де Канапля (ум. 1630), и внук маршала Франции Шарля II де Бланшфора де Креки.

Полная генеалогия династии выставлена в зале Ледигьер в музее Французской революции в городе Визий (департамент Изер, регион Рона - Альпы, Франция).

## Гербы

Герб дома де Бонн
Герб дома де Креки де Бланшфор
Герб дома де Креки де Бонн
Герб Альфонса де Креки, 6-го герцога де Ледигьера
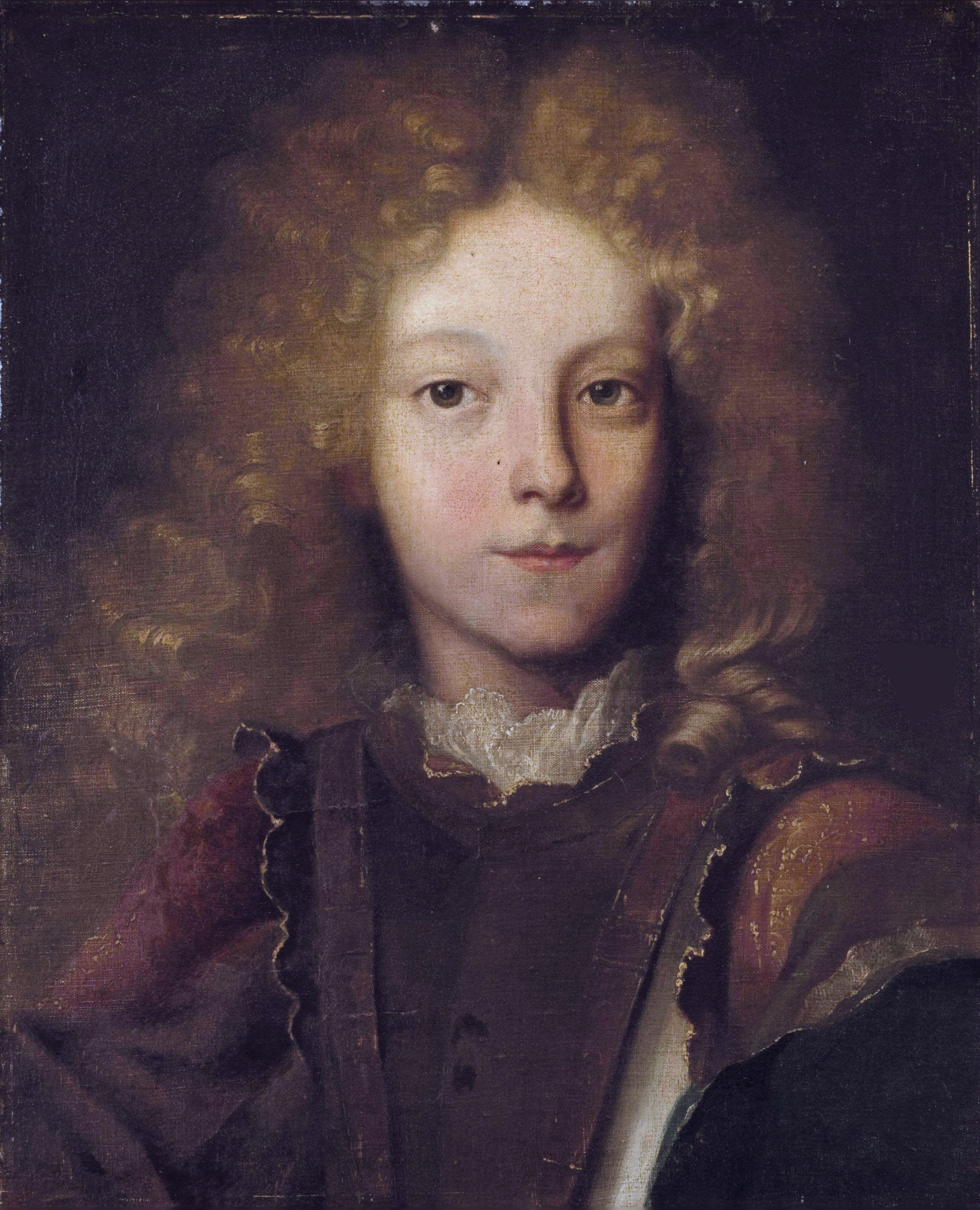
Жан Франсуа де Креки де Бонн, 5-й герцог де Ледигьер (1678-1703), портрет Гиацинта Риго